# Goldlaubenvogel
Der Goldlaubenvogel (Sericulus aureus) ist eine farbenprächtige Art aus der Familie der Laubenvögel (Ptilonorhynchidae). Er ist mit einer Körperlänge von etwa 24 Zentimetern ein verhältnismäßig kleiner Laubenvogel. Er kommt ausschließlich im Osten von Neuguinea vor und zählt zu den Arten dieser Gattung, zu dessen Balzverhalten der Bau einer Laube durch das Männchen gehört. Wie für Laubenvögel typisch besteht ein auffallender Geschlechtsdimorphismus. Es werden keine Unterarten unterschieden. Der Flammenlaubenvogel (Sericulus ardens), der früher als Unterart des Goldlaubenvogels eingeordnet wurde, wird heute als eigenständige Art eingestuft.
Die Bestandssituation des Goldlaubenvogels wird von der IUCN mit ungefährdet (least concern) angegeben.

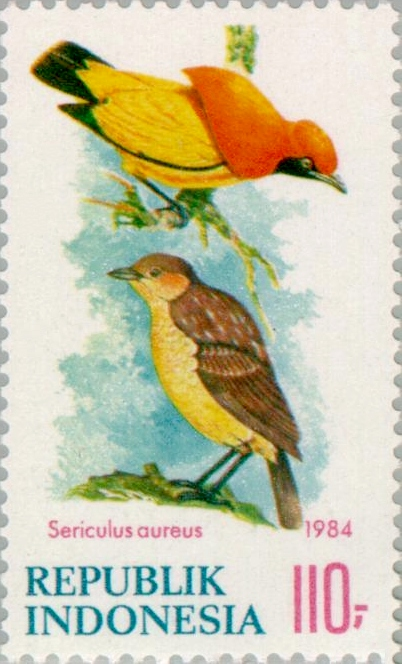
Darstellung eines Paares Goldlaubenvögel auf einer indonesischen Briefmarke aus dem Jahre 1984

## Merkmale
Die Männchen des Goldlaubenvogels erreichen eine Körperlänge von bis zu 24 Zentimetern, wovon zwischen 7,7 und 9,9 Zentimeter auf den Schwanz entfallen. Die Weibchen werden mit einer Körperlänge von bis zu 25 Zentimetern geringfügig größer. Bei ihnen fallen zwischen 8,2 und 9,7 Zentimeter auf das Schwanzgefieder. Die Schnabellänge beträgt bei den Männchen zwischen 2,6 und 3,3 Zentimeter und bei den Weibchen zwischen 3 und 3,3 Zentimetern. Männchen wiegen zwischen 175 und 180 Gramm, Weibchen erreichen ein Gewicht zwischen 165 und 175 Gramm.

### Erscheinungsbild der Männchen
Beim Männchen des Goldlaubenvogels sind Scheitel und Nacken orangerot. Dagegen sind die Gesichtsseite, das Kinn und die Kehle schwarz. Die oberen Nackenfedern sind verlängert und sind bei einzelnen Individuen so lang, dass sie an den Halsseiten herabfallen. Auch die Federn des Mantels sind verlängert. Sie sind im oberen Mantelbereich kräftiger orange als die Nackenfedern, hellen aber im unteren Mantelbereich zu einem Gelborange auf. Der Rücken, der Bürzel und der größte Teil der Oberschwanzdecken sind einfarbig Gelb-Orange. Das gelbe und orangefarbene Gefieder glänzt sehr stark, so dass sich bei entsprechendem Lichteinfall weiße Glanzlichter auf dem Gefieder bilden.
Die Steuerfedern sind dunkel schwarzbraun mit umbra-farbenen Federschäften und schmalen orangegelben Spitzen an den äußeren Steuerfedern. Die Flügeldecken sind leuchtend orangegelb. Die äußerste Handschwinge ist schwarzbraun mit einer blass orangegelben Basis; der orangegelbe Federanteil nimmt zu, bis die innerste Handschwinge lediglich eine schwarzbraune Federspitze aufweist. Die Armschwingen sind orangegelb mit schwarzbraunen Federspitzen. Die Größe dieser schwarzbraunen Federspitze nimmt ab, je näher die Schwinge zum Körper ist.
Die Körperunterseite ist vollständig ein helles Gelborange, das am blassesten an den Unterschwanzdecken ist. Einige Individuen weisen einen kleinen schwarzen Fleck auf beiden Brustseiten auf, der jedoch normalerweise von den zusammengefalteten Flügeln verdeckt ist. Die Beine sind blaugrau, die Iris ist zitronengelb bis porzellanweiß.

### Erscheinungsbild des Weibchens
Das Weibchen ist auf der gesamten Körperoberseite olivfarben, der Kopf ist etwas blasser als die übrige Körperoberseite. Die Ohrdecken, das Kinn und die Kehle sind nochmals heller und können lehmfarben. Durch dunkle Federspitzen wirken Kinn und Kehle außerdem leicht geschuppt. Der Mantel wirkt durch einzelne blassgelbe Federmitten in einem individuell unterschiedlichem Maße gestreift. Die Flügeldecken haben einen mehr zimtbraunen Ton, die Arm- und Handschwingen sind dagegen olivbraun. Die Handschwingen haben hellere Säume an den Außenfahnen. Das Schwanzgefieder hat auf der Oberseite dieselbe Farbe wie die Schwingen.
Auf der Körperunterseite geht die Kehle zunehmend in ein orangegelb über, die Brust ist vollständig orangegelb, die übrige Körperunterseite ein blasses orangegelb. An den Brustseiten sind die Federn dunkel gesäumt, so dass dadurch eine Schulung entsteht. Die Unterschwanzdecken sind blass orangegelb. Die Steuerfedern sind braunschwarz mit blassgelben Federschäften. Der Schnabel ist graubraun, die Beine sind grau und die Iris ist braun.

### Jungvögel
Subadulte männliche Goldlaubvögel gleichen dem adulten Weibchen, weisen aber mit zunehmenden Lebensalter immer mehr einzelne Federn auf, die dem Gefieder des Männchens gleichen. Jungvögel haben außerdem ein spitzer auslaufendes Schwanzgefieder als die adulten Vögel. Die Federn auf Schulter und Mantel haben blassgelbe Federschäfte, die bei den adulten Vögeln fehlen.

## Verbreitung und Lebensraum

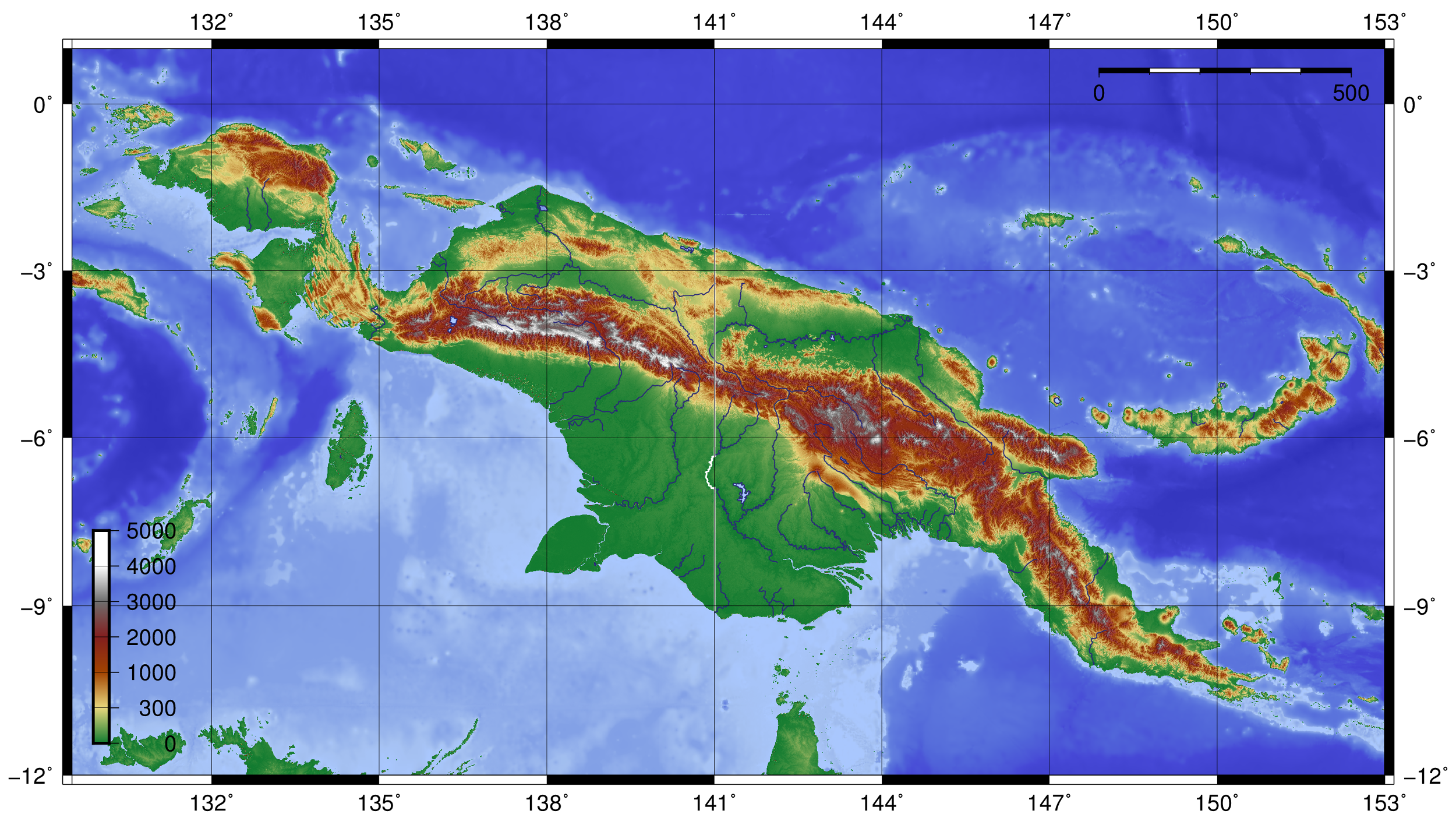
Neuguinea, topografische Karte

Der Goldlaubenvogel ist endemisch auf Neuguinea beschränkt. Das Verbreitungsgebiet ist disjunkt und auf einige Bergregionen in der nördlichen Hälfte beschränkt. Der Verbreitungsschwerpunkt liegt im indonesischen Teil der Insel. Goldlaubvögel kommen in Höhenlagen zwischen 950 und 1350 Meter vor.
Ein großes Verbreitungsgebiet liegt im Norden des Vogelkop, der in den Höhenlagen mit Bergregenwäldern bestanden ist. Zum Verbreitungsgebiet gehört außerdem das Wandammen-. Weyland-, Oranje-, Torricelli- und Prince Alexander-Gebirge. Alle diese Gebirge sind mit Bergregenwälder bestanden.
Der Goldlaubenvogel hält sich überwiegend im Baumkronenbereich auf.

## Lebensweise

### Nahrungsweise
Das Nahrungsspektrum des Goldlaubenvogels ist noch nicht abschließend untersucht, er scheint sich aber überwiegend von Früchten und außerdem von Insekten zu ernähren. Feigen scheinen in seiner Ernährung eine große Rolle zu spielen. Ein Weibchen, das auf Vogelkop beobachtet werden konnte, hielt sich im selben Baum auf wie ein Hüttengärtner, ohne dass es bei diesen beiden Laubvogelarten zu einer Interaktion kam. Ein ausgewachsenes Männchen sowie ein Weibchen fraßen im selben fruchttragenden Baum wie eine Rotkappen-Fruchttaube und ein Sichelschwanz-Paradiesvogel.

### Laubenbau

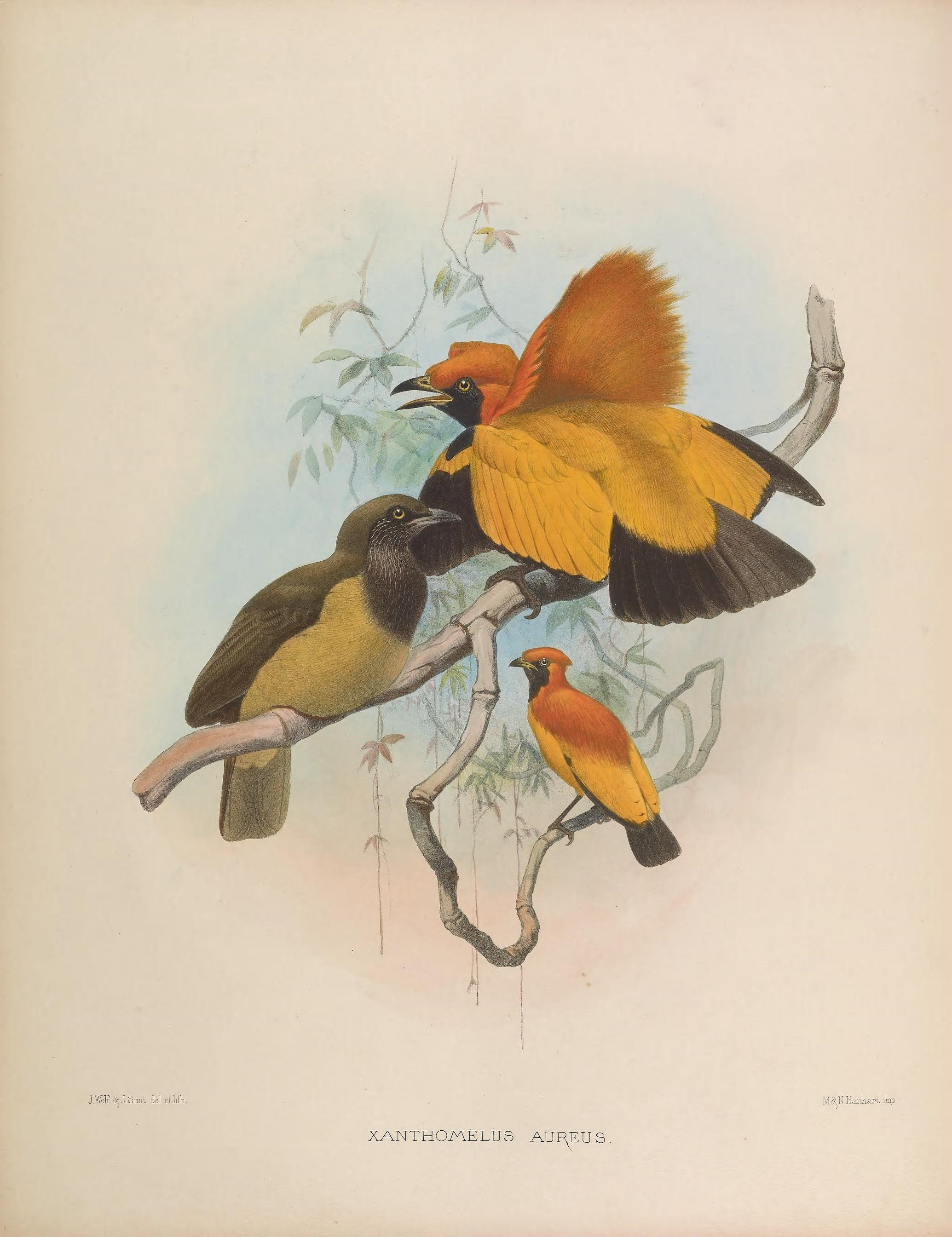
Historische Darstellung von Goldlaubenvögeln aus dem Jahr 1873

Wie für die meisten Laubenvögel typisch baut auch das Männchen des Goldlaubenvogels eine Laube, die als Balzplatz dient. Wissenschaftlich beschriebene Lauben waren bislang auf der indonesischen Halbinsel Vogelkop gefunden und zwar im Arfak- und Tamraugebirge.
Die Lauben des Goldlaubenvogels entsprechen denen, die man auch bei anderen Arten der Gattung Sericulus antrifft. Sie gehören zum sogenannten „Allee-Typ“ mit zwei parallelen, aus Ästchen errichteten Wänden. Die im Tamraugebirge gefundene Laube wies einen 17,8 Zentimeter langen Laubengang und eine Höhe von rund 25 Zentimetern auf. Die Laube war mit Objekten dekoriert: fünf ovale blaue Beeren und ein schwarzer Pilz mit einem Durchmesser von 2,5 Zentimetern. Zwei Tage später waren zwei der Beeren verschwunden, stattdessen befand sich ein Schneckenhaus im Laubengang.
Eine der untersuchten Lauben im Arfakgebirge wies vier oder fünf limonengrüne kleine Blätter im Laubengang auf. Die andere Laube hatte acht Elaeocarpus-Früchte im Laubengang. Ein violettes Blatt lag im Eingangsbereich und eine weitere Frucht lag vor dem Eingang. Eine weitere Laube war im Laubengang mit violetten Früchten, einer blauen Elaeocarpus-Frucht, gelben bis bronzefarbenen Blättern verschiedener Größe ausgelegt und die Laubenwände waren bemalt. Schwarzohr-Laubenvögel konnten dabei beobachtet werden, wie sie Früchte aus dieser Laube stahlen und einen Meter von der Laube entfernt fraßen.
Bei einem der beobachteten Lauben baute das Männchen jeweils zwischen zwei und 30 Minuten an seiner Laube, der Durchschnitt lag bei 10 Minuten. Er war an der Laube vor allem zwischen 7 Uhr 30 und 8 Uhr 30 morgens sowie zwischen 10 und 11 Uhr dort zu beobachten. Nachmittags hielt er sich nur gelegentlich in der Nähe der Laube auf.

### Balzverhalten
Im Arfak- und im Tamraugebirge balzten die Männchen der beobachteten Lauben im Zeitraum von August bis November. Das Balzverhalten ist noch nicht abschließend untersucht. Filmsequenzen liegen nur für ein Männchen vor, dass vor seiner Laube balzte, ohne dass ein Weibchen oder ein anderes Männchen in der Nähe waren. Zum beobachteten Balzverhalten gehört ein Wegdrehen von Kopf und Schnabel von der Laube weg. Dabei wird jeweils der Flügel, zu dem sich der Kopf hinwendet, fallen gelassen und leicht geöffnet. Außerdem wird das gesträubte Schwanzgefieder möglichst weit Richtung Bauch gedrückt. Sprünge, kurzes Flügelschlagen und serpentinenartige Kopfbewegungen gehören ebenfalls zum Repertoire.

### Fortpflanzung
Bis jetzt wurden noch keine Nester des Goldlaubenvogels gefunden. Fortpflanzungsbereite Weibchen wurden jeweils im Juli beobachtet.